# Buaran (ort i Indonesien)
Buaran är en ort i Indonesien.   Den ligger i provinsen Jawa Tengah, i den västra delen av landet, 300 km öster om huvudstaden Jakarta. Buaran ligger 21 meter över havet och antalet invånare är 38 770.
Terrängen runt Buaran är platt åt nordväst, men åt sydost är den kuperad.Runt Buaran är det tätbefolkat, med 459 invånare per kvadratkilometer. Närmaste större samhälle är Kedungwuni, 13,9 km nordost om Buaran. Omgivningarna runt Buaran är en mosaik av jordbruksmark och naturlig växtlighet.